# Municipio de Baker (condado de Lafayette)
El municipio de Baker (en inglés: Baker Township) es un municipio ubicado en el condado de Lafayette en el estado estadounidense de Arkansas. En el año 2010 tenía una población de 1975 habitantes y una densidad poblacional de 21,95 personas por km².

## Geografía
El municipio de Baker se encuentra ubicado en las coordenadas 33°23′26″N 93°30′24″O / 33.39056, -93.50667. Según la Oficina del Censo de los Estados Unidos, el municipio tiene una superficie total de 89.97 km², de la cual 89,43 km² corresponden a tierra firme y (0,6 %) 0,54 km² es agua.

## Demografía
Según el censo de 2010, había 1975 personas residiendo en el municipio de Baker. La densidad de población era de 21,95 hab./km². De los 1975 habitantes, el municipio de Baker estaba compuesto por el 48,15 % blancos, el 49,77 % eran afroamericanos, el 0,35 % eran amerindios, el 0,05 % eran asiáticos, el 0,76 % eran de otras razas y el 0,91 % eran de una mezcla de razas. Del total de la población el 1,67 % eran hispanos o latinos de cualquier raza.